# Сос (Азербайджан)
Сос (азерб. Sos) — село в Ходжавендском районе Азербайджана. Село является центром Сосского сельского административно-территориального округа.

## Этимология
Согласно Энциклопедическому словарю топонимов Азербайджана, по местной информации село называется так из-за облачности и пасмурности территории села, а слово сос в тюркских яхыках имеет значение "влажность, влажное место". Согласно этому словарю, ойконим в литературе также встречается в форме Суз, Сус.

## География
Село Сос является центром Сосского сельского административно-территориального округа Ходжавендского района, при этом в состав этого сельского административно-территориального округа входит также и село Джютджю. Село расположено в предгорной местности, в 21 км к юго-западу от районного центра — города Ходжавенд. Через село проходит трасса Гырмызы-Базар — Сос — Гюнейчартар — Киш — Ходжавенд, которая соединяет село с одной стороны с городом Ходжавендом, а с другой с трассой Гадрут — Гырмызы-Базар — Ханкенди — Агдере, которая фактически даёт выход в Ханкенди, Гадрут и на границу с Арменией.

## История
Согласно Энциклопедическому словарю топонимов Азербайджана, населённый пункт был образован в результате заселения этой местности семьями, вышедшими из Иранского Азербайджана и села Туг в Ходжавендском районе.
В советский период село являлось центром Сосского сельсовета Мартунинского района Нагорно-Карабахской автономной области (НКАО) Азербайджанской ССР.
2 сентября 1991 года на совместной сессии Нагорно-Карабахского областного и Шаумяновского районного Советов народных депутатов была принята Декларация о провозглашении Нагорно-Карабахской Республики в границах Нагорно-Карабахской автономной области (НКАО) и сопредельного Шаумяновского района Азербайджанской ССР.
26 ноября 1991 года Верховный Совет Азербайджанский Республики принял Закон "Об упразднении Нагорно-Карабахской автономной области Азербайджанской Республики". В этом Законе помимо упразднения Нагорно-Карабахской Автономной Области (НКАО), было постановлено в том числе также и переименование Мартунинского района в Ходжаведский и включение района в число районов республиканского подчинения. В настоящее время это село является центром Сосского сельского административно-территориального округа Ходжавендского района Азербайджана.
В результате Карабахского конфликта, село в начале 1990-х годов попало под контроль непризнанной Нагорно-Карабахской Республики (НКР). Согласно административно-территориальному делению  непризнанной республики село находилось в составе Мартунинского района НКР и продолжало называлось Сос (арм. Սոս).
Согласно Трёхстороннему Заявлению в ночь с 9 по 10 ноября 2020 года, подписанному по итогам Второй карабахской войны, село Сос перешло под контроль Российских миротворческих сил.
В результате боевых действий произведённых Вооружёнными Силами Азербайджана в Карабахе 19-20 сентября 2023 года, село было возвращено под контроль Азербайджана.

## Население
По состоянию на 1 января 1933 года в селе проживало 1050 человек (210 хозяйств), все — армяне.

## Экономика и инфраструктура
В советский период население села занималось виноградарством, зерноводством, животноводством и шелководством, а также в селе были средняя школа, дом культуры, библиотека, больница, автоматическая телефонная станция.
В июне 2010 г. была завершена работа по обеспечению водоснабжения села Сос Мартунийского района, начатая в октябре 2009. Стоимость проведённых работ равна примерно 188,5 млн драм. Споносром являлся французский филиал фонда «Hayastan All Armenian Fund».

## Культура и памятники
В селе находится памятник погибшим в Карабахской войне.
Раньше ежегодно в 4-ю субботу июня в селе проводился фестиваль шелкопряда.
В советский период в селе был поставлен памятник в честь погмбших соотечественников в Великой Отечественной войне.

## Галерея

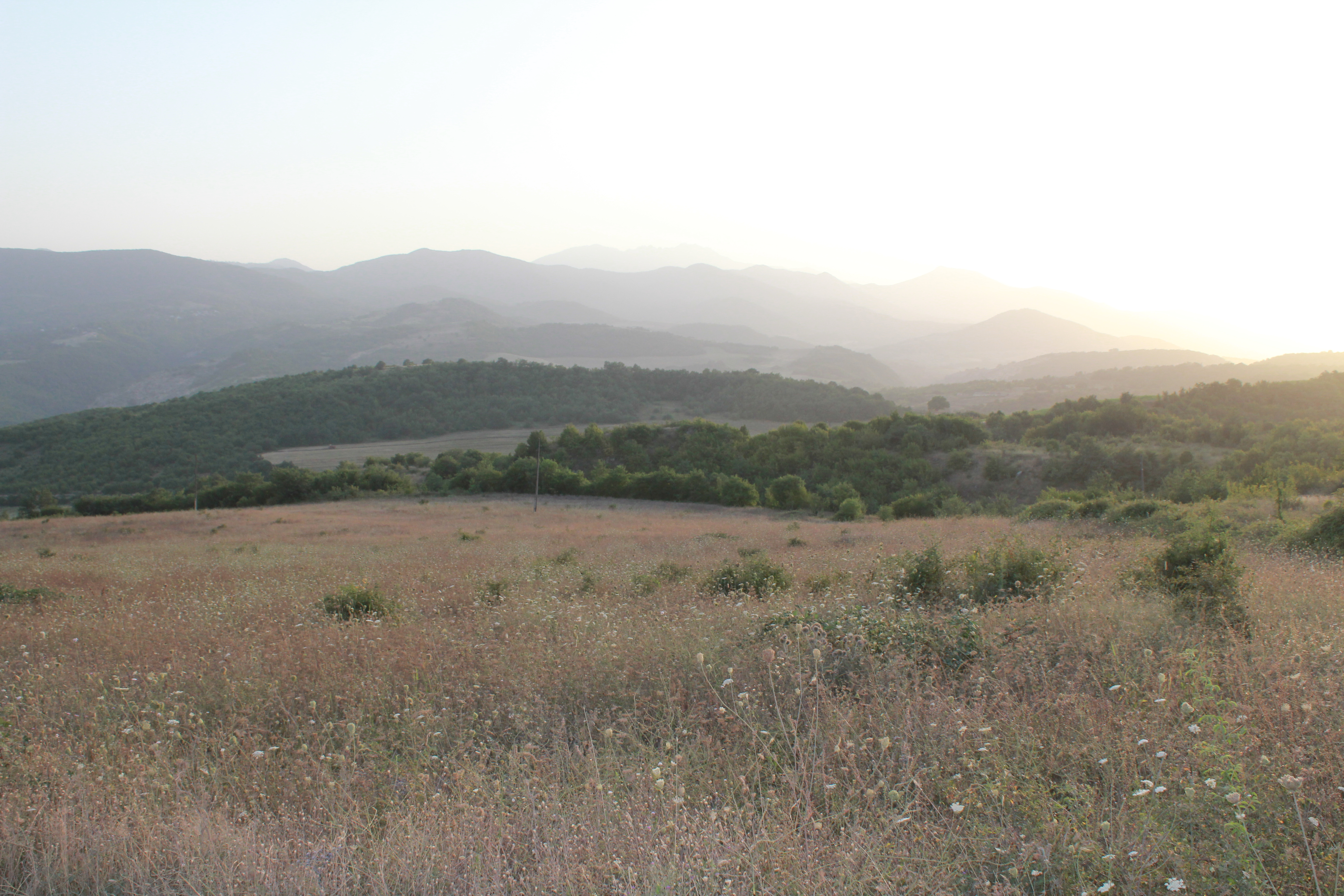
Окрестности села Сос
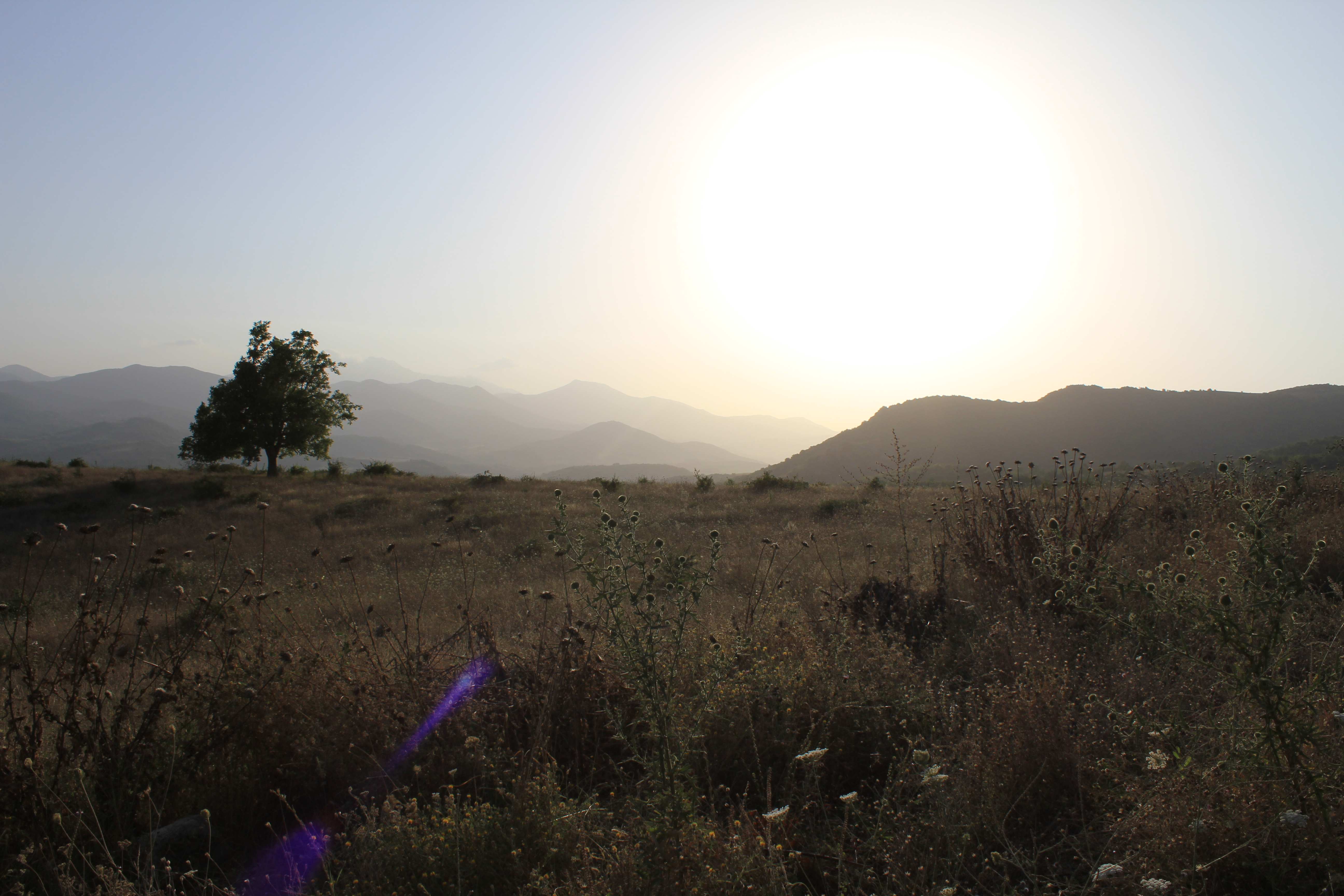
Окрестности села Сос
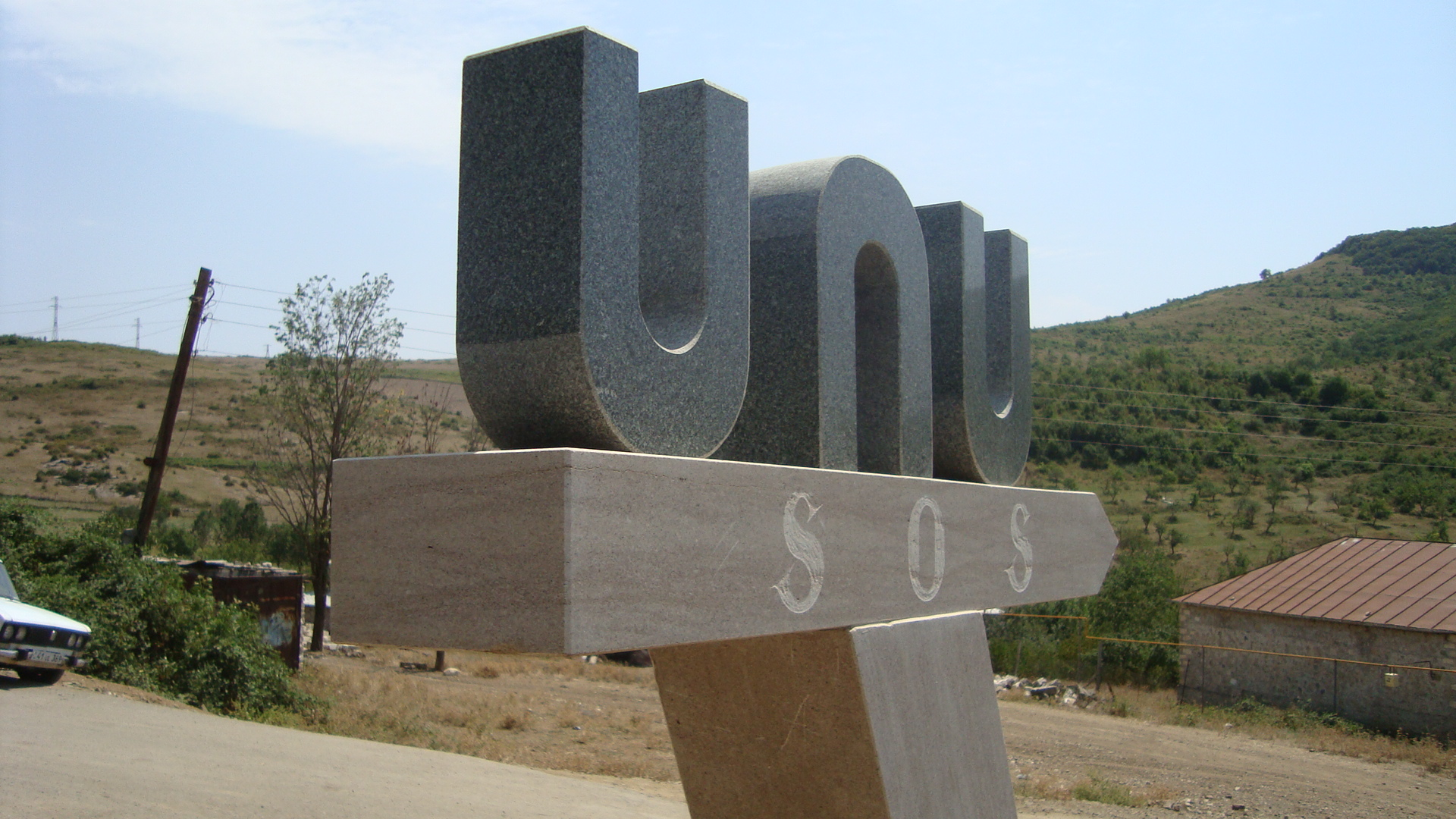
Стела при въезде в село
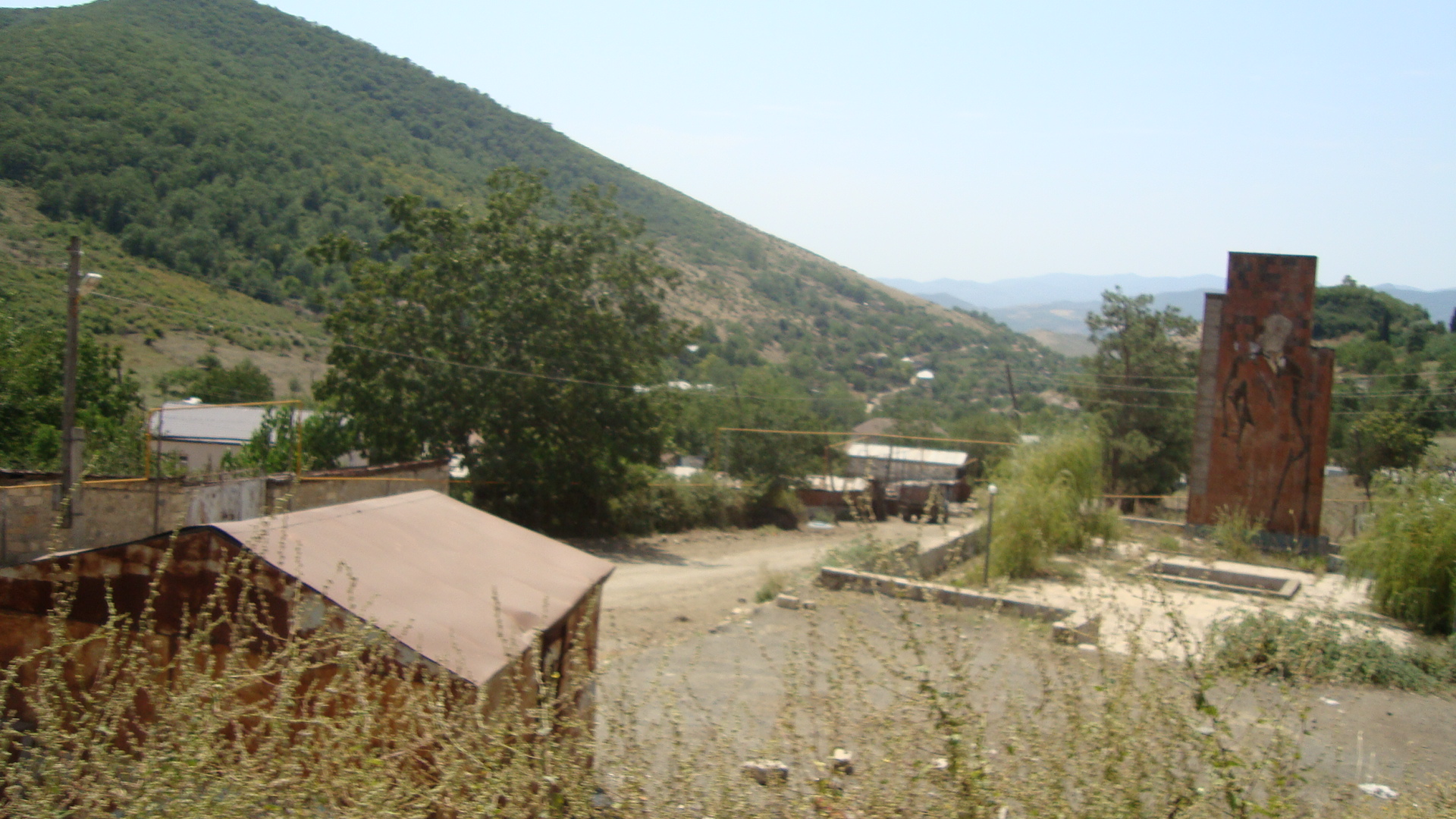
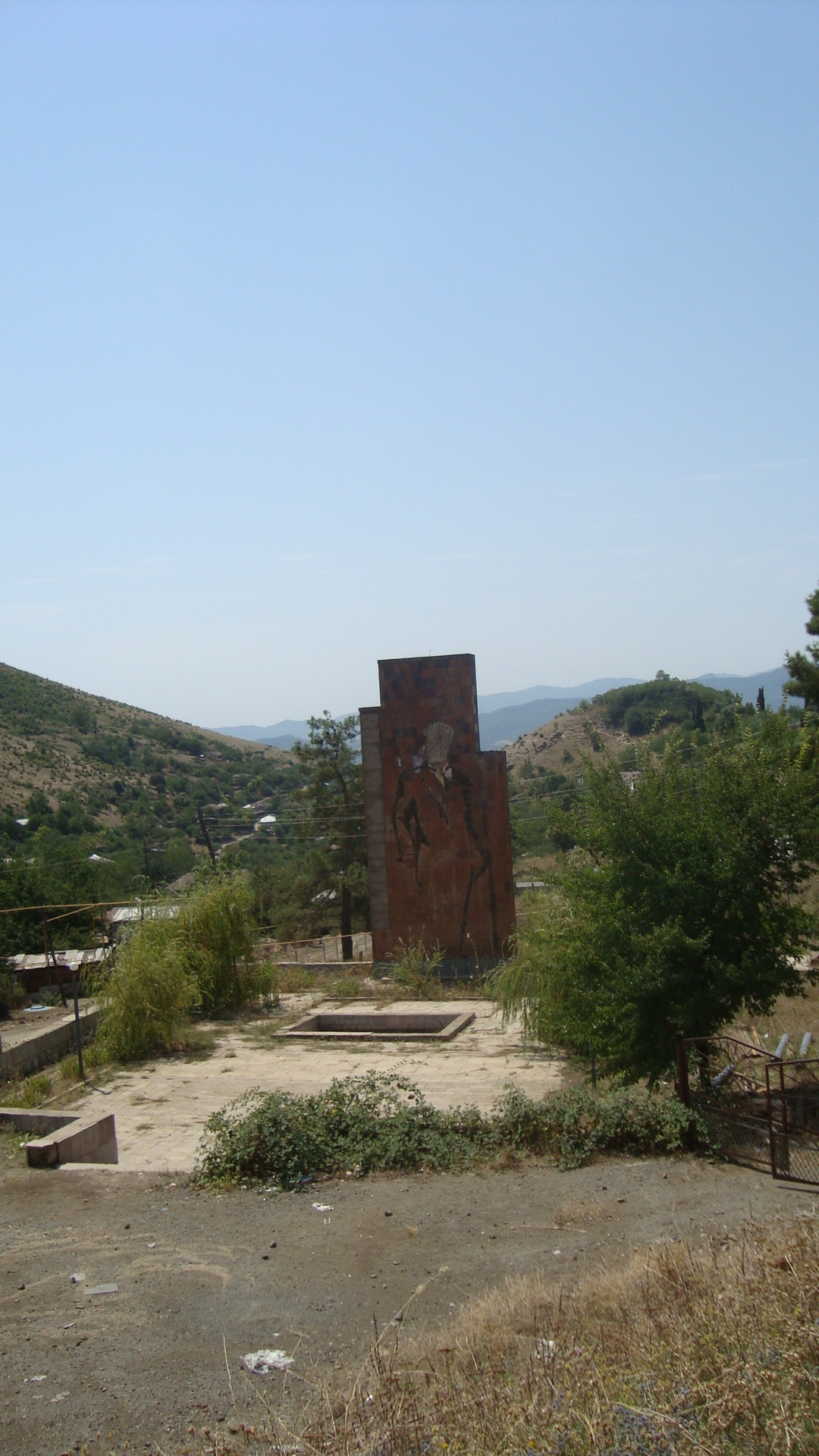
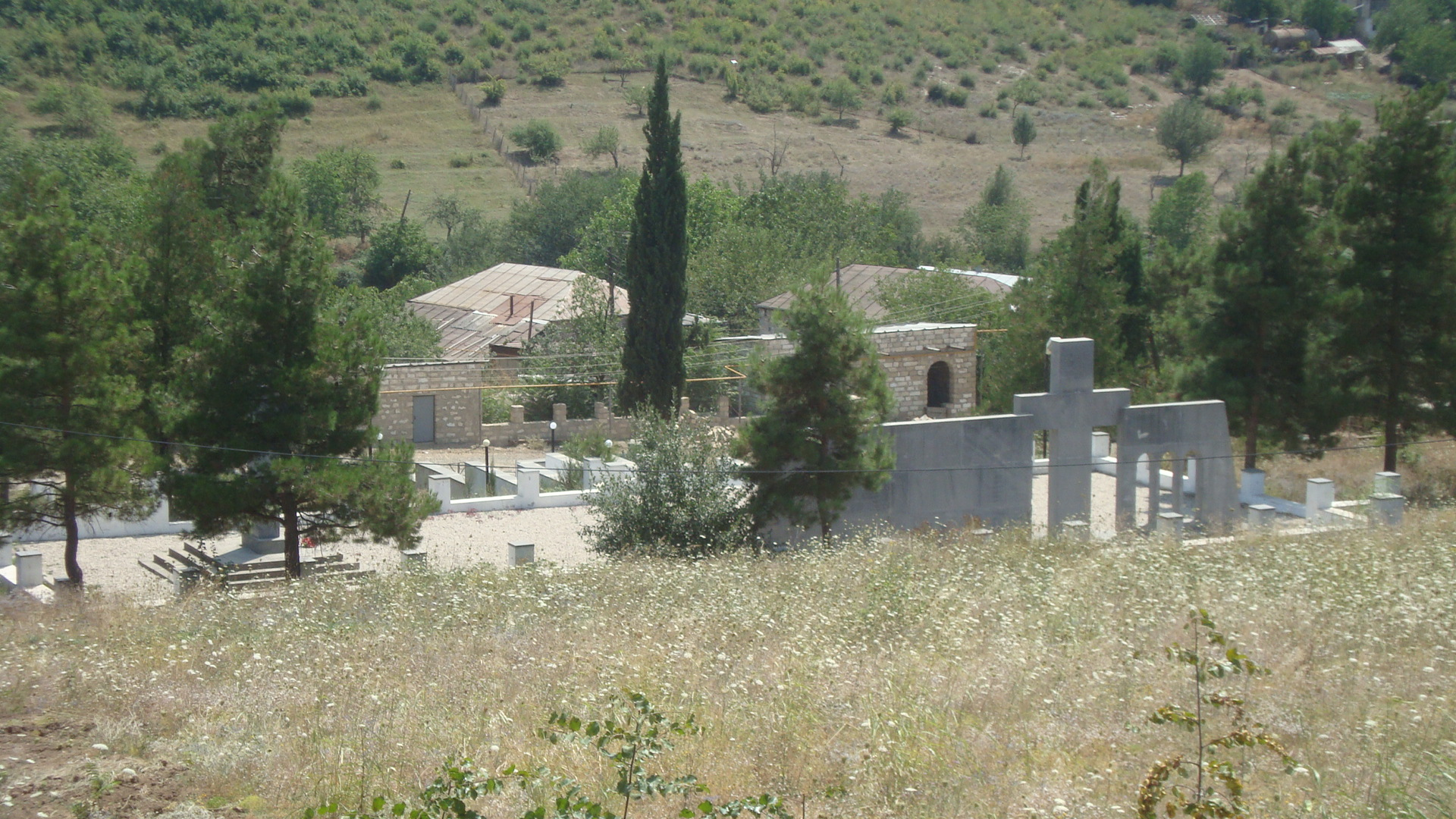
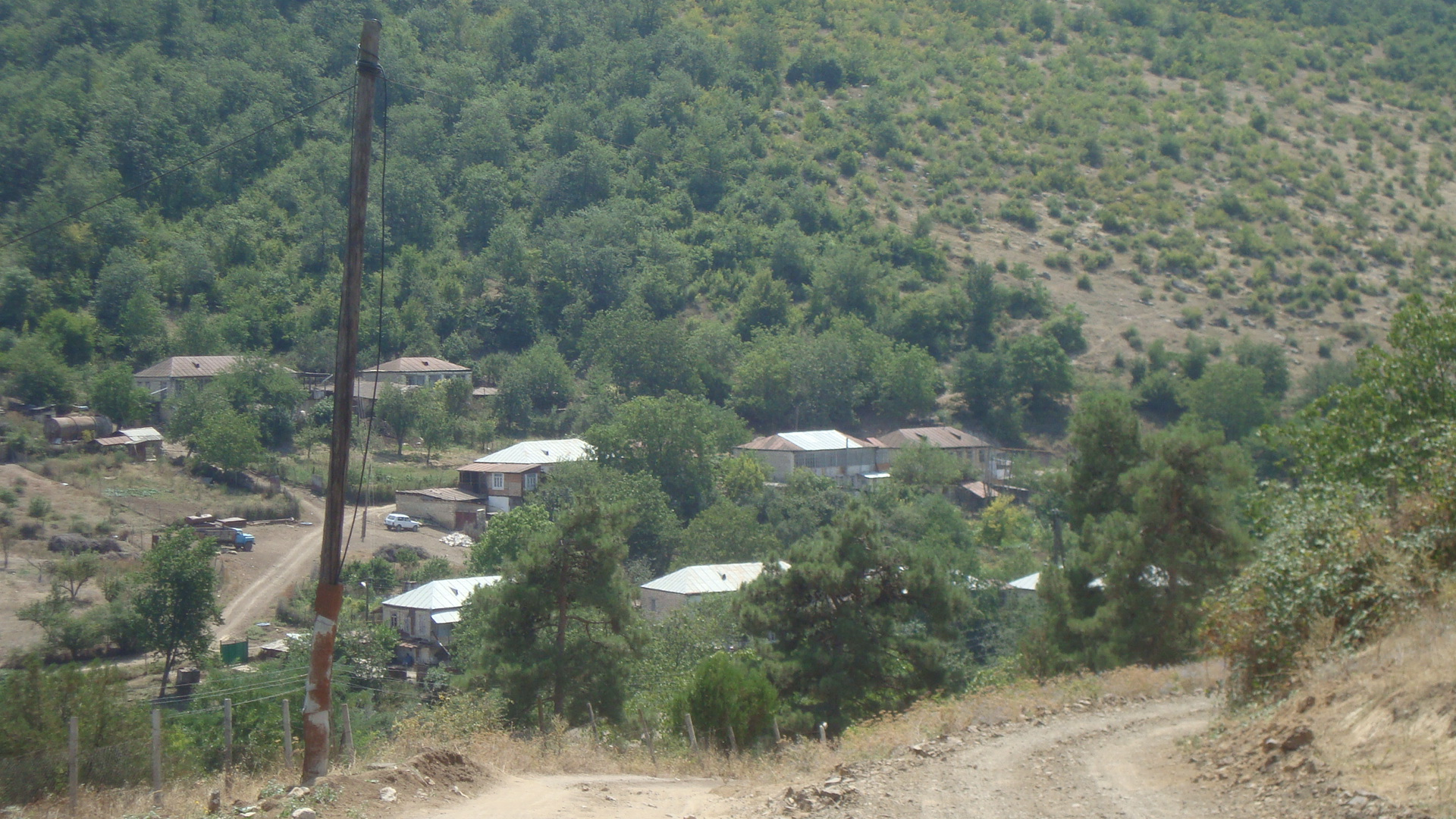